# Porta Felice
A Porta Felice Palermo egyik monumentális kapuja. Az egykori városfal tengerpart felőli részének a kapuja volt, a Foro Italicotól nem messze található. A kapun belül a város egykori főutcájára, Cassaro lehetett belépni. A kapu renesszánsz és barokk stílusban épült a 16. és 17. század alatt.

## Történelem
1581-ben a város főutcáját, Cassarót meghosszabbították a tengerpartig. Marcantonio Colonna alkirály döntött a monumentális kapu építéséről.  Az utca másik végén hasonlóképp épült fel a Porta Nuova. A kaput Colonna feleségéről, Felice Orsiniről nevezték el. 1582-ben történt meg az ünnepélyes alapkőletétel.
A következő években szüneteltek az építési munkálatok. 1602-ben az akkori alkirály Lorenzo Suárez de Figueroa y Córdoba döntött az építési munkálatok folytatásáról. Az építés felügyeletével  Mariano Smiriglio építészt bízták meg, 1636-os halála után Pietro Novelli lett megbízva. 1637-re készült el a kapu, majd 1642-ben a szökőkútak is elkészültek.
A második világháború alatt a jobboldali pillért a bombázások szinte teljesen lerombolták. Ezt követően teljeskörű felujításon esett át a kapu.

## Galéria

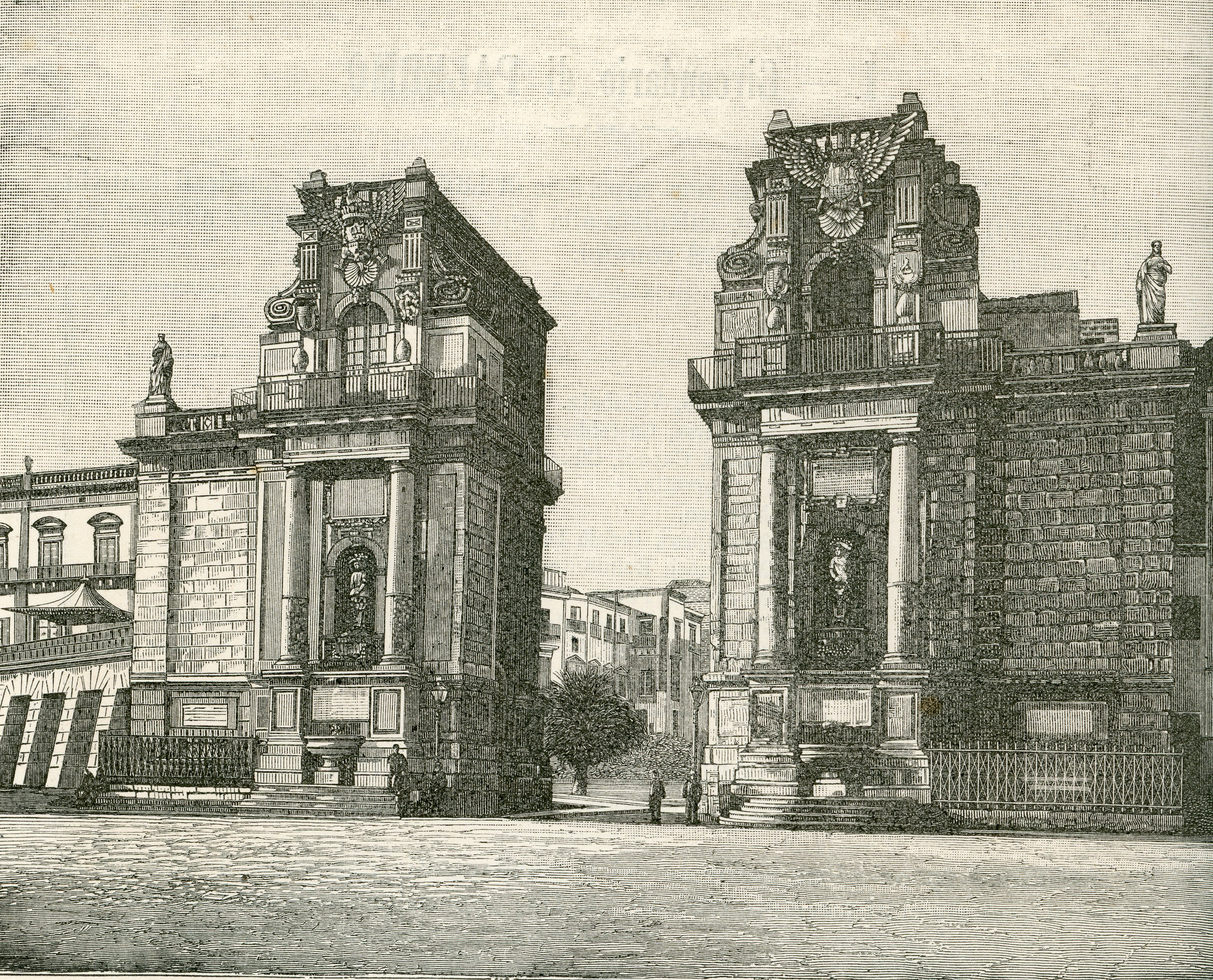
fametszet
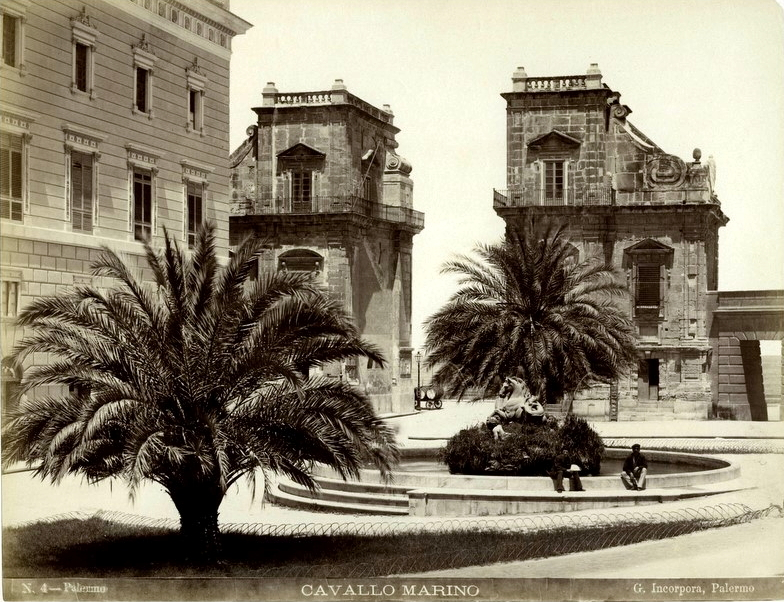
Giuseppe Incorpora képe
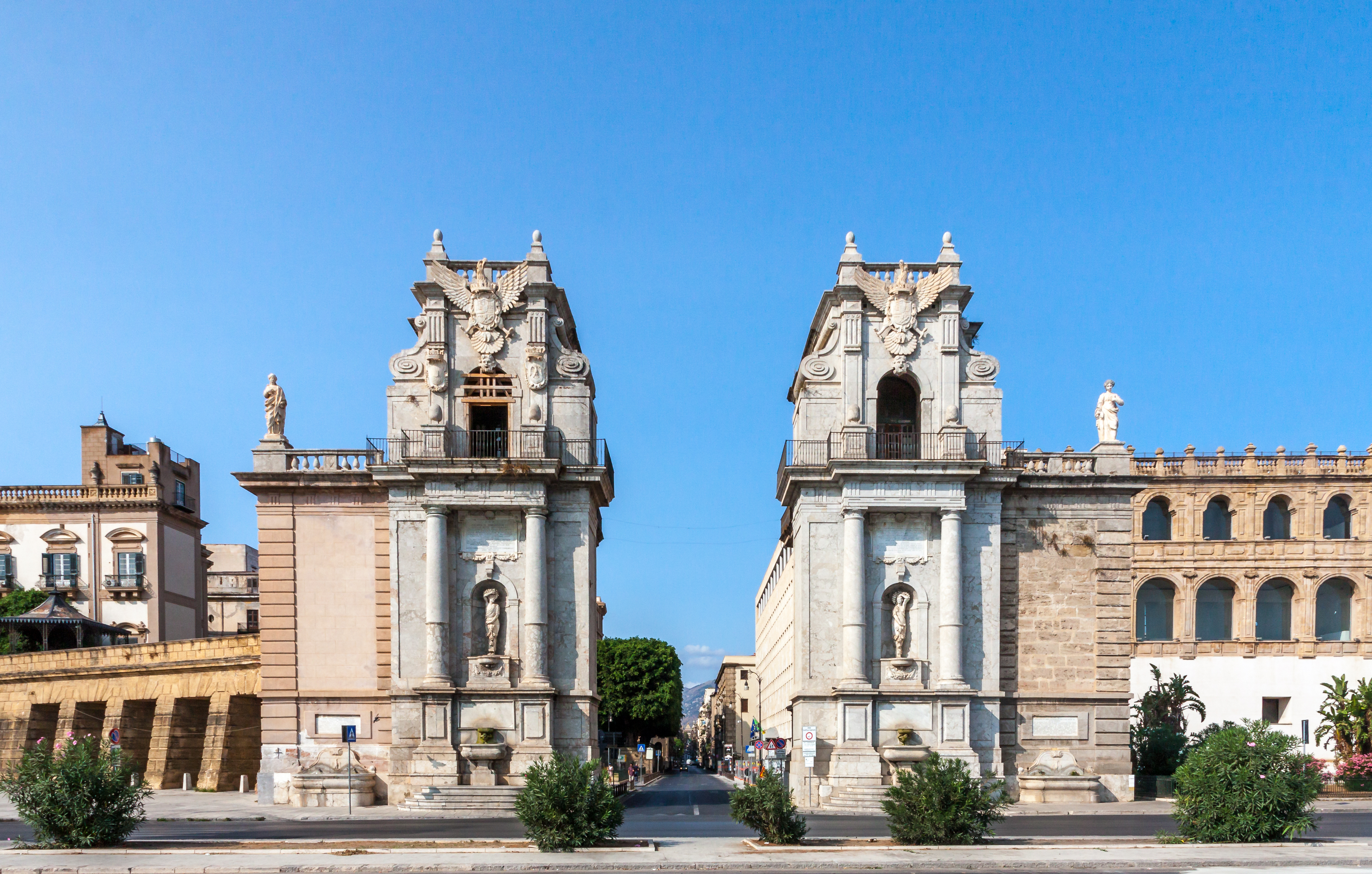
Porta Felice tengerparti nézetből
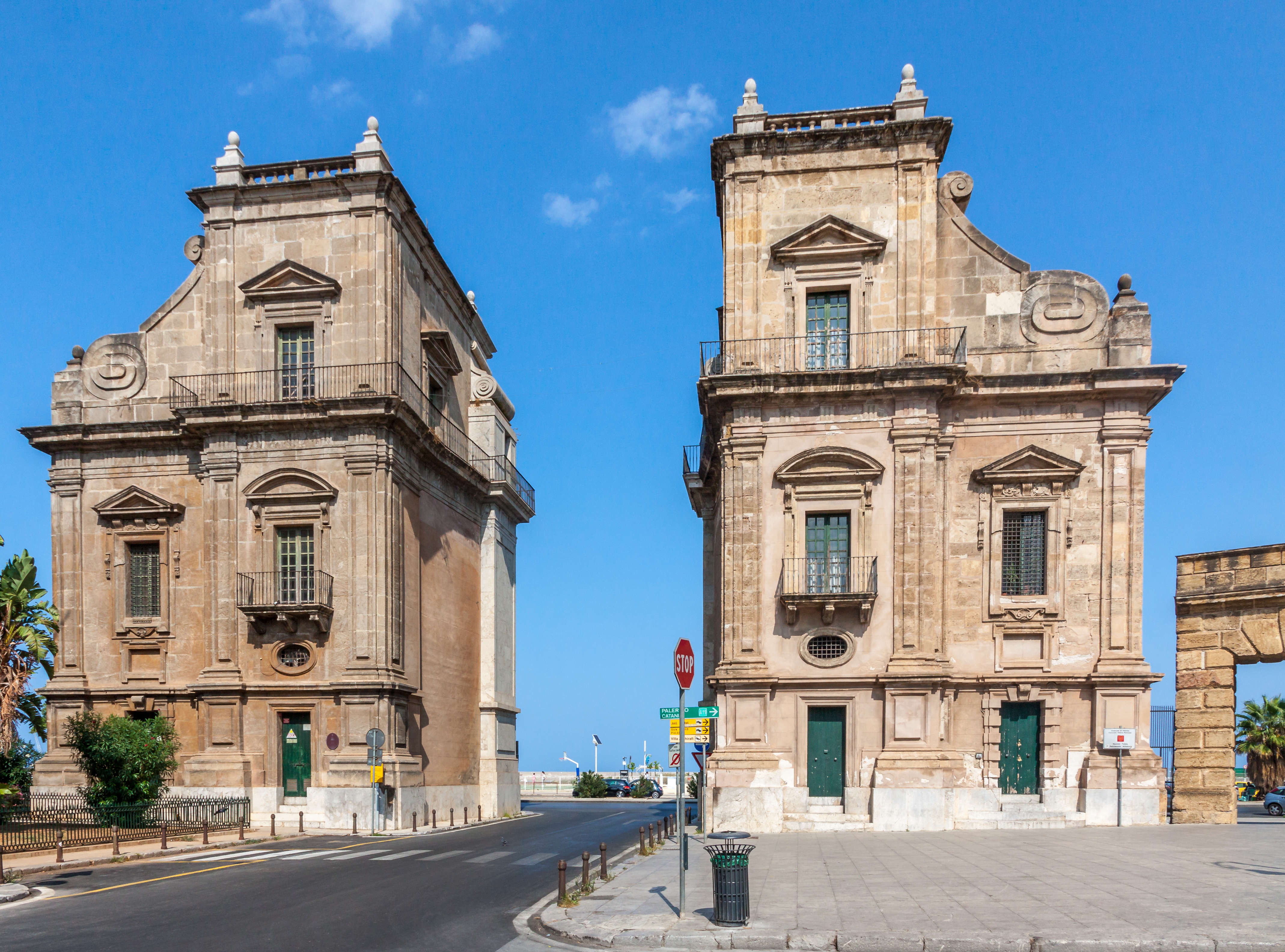
Porta Felice a város felől
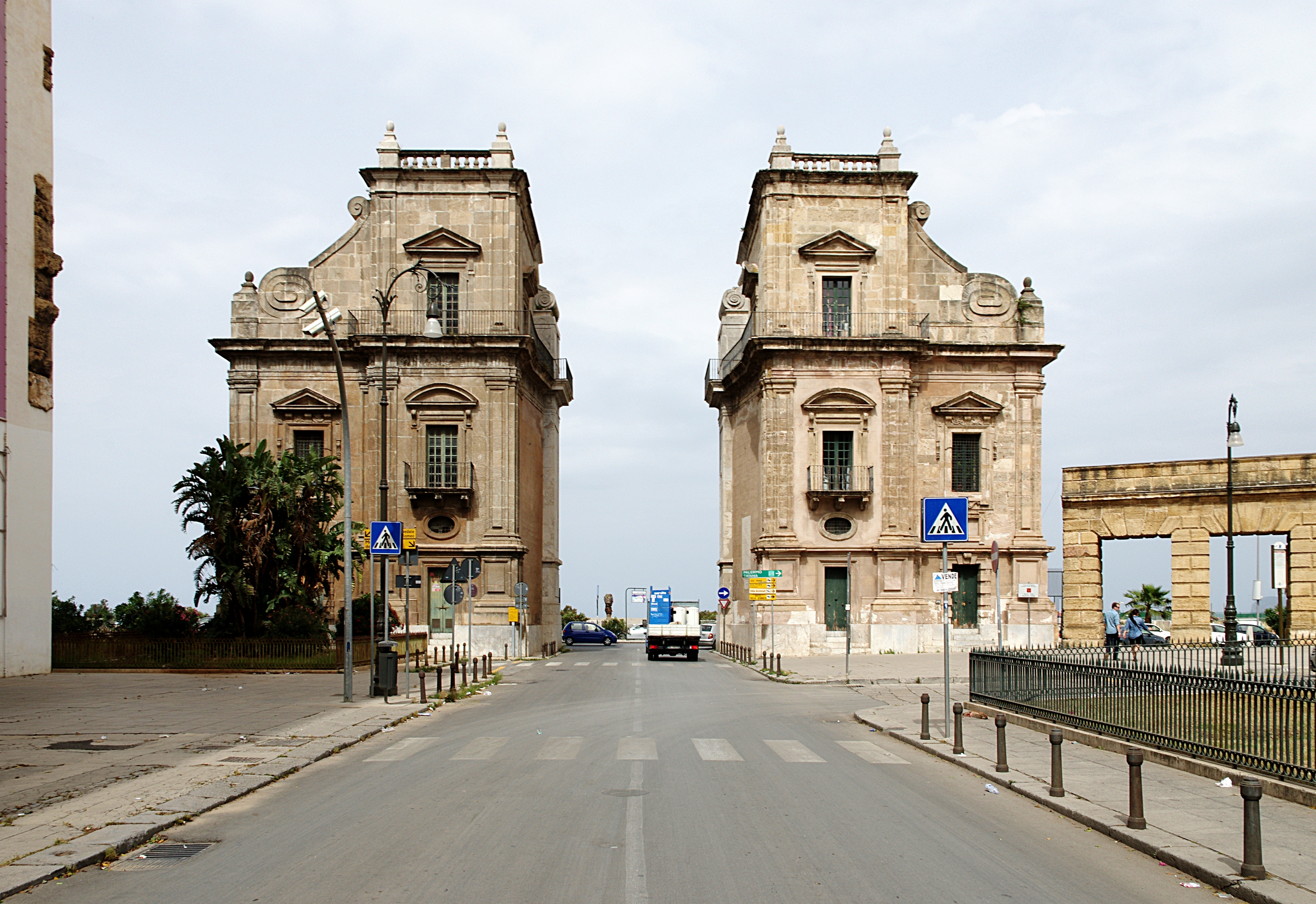
Corso Vittorio Emmanuele felőli nézet
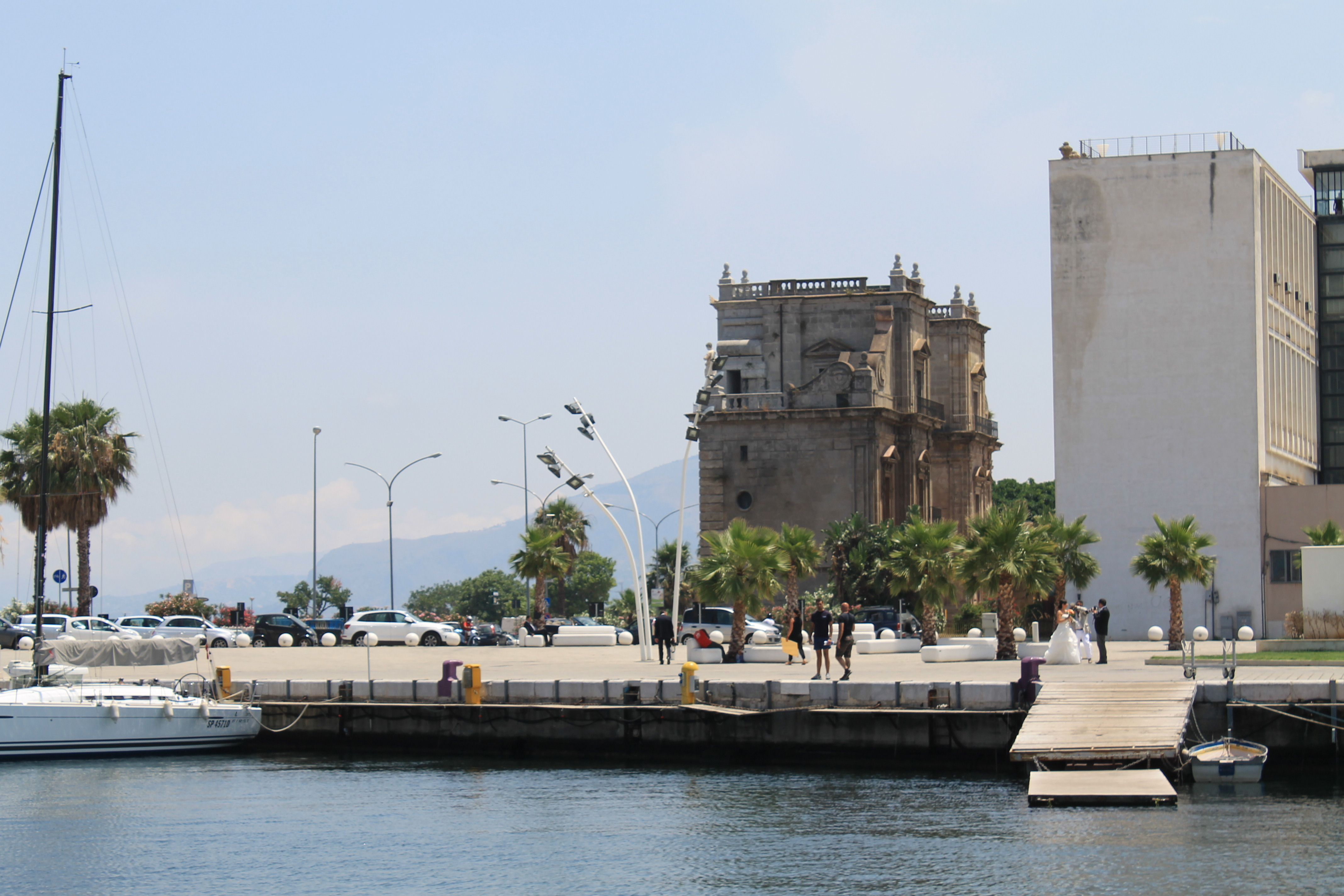
Oldalnézet a La Cala kikötőből